# Сусолово (Вологодская область)
Сусолово — деревня в Вологодском районе Вологодской области на реке Пудега.
Входит в состав Старосельского сельского поселения (с 1 января 2006 года по 8 апреля 2009 года входила в Пудегское сельское поселение), с точки зрения административно-территориального деления — в Пудегский сельсовет.
Расстояние до районного центра Вологды по автодороге — 35 км.
По переписи 2002 года население — 26 человек (11 мужчин, 15 женщин). Преобладающая национальность — русские (96 %).